# Joan Guillem de Saxònia-Eisenach
Joan Guillem de Saxònia-Eisenach (en alemany Johann Wilhelm von Sachsen-Eisenach) va néixer a Friedewald (Alemanya) el 17 d'octubre de 1666 i va morir a Eisenach el 14 de gener de 1729. Era un noble alemany, el tercer fill del duc Joan Jordi I (1634-1686) i de Joana de Sayn-Wittgenstein (1632-1701).
Va succeir el seu germà Joan Jordi II com a duc de Saxònia-Eisenach, mort el 1698, després que el germà gran hagués mort en combat a Pressburg el 1684 i el germà bessó de Joan Guillem morís a l'edat de dos anys.

## Matrimoni i fills
El 28 de novembre de 1690 es va casar a Oranjewoud amb Amàlia de Nassau-Dietz, que era onze anys més gran que ell. El matrimoni va tenir dos fills:
- Guillem Enric (1691-1741)
- Albertina Joana (1693-1700)

El 27 de febrer de 1697, dos anys després de la mort de la seva dona, es va casar a Wolfenbüttel amb Cristina Juliana de Baden-Durlach (1678-1707), filla de Carles Gustau de Baden-Durlach (1648-1703) i d'Anna Sofia de Brunsvic-Wolfenbüttel (1659-1742). D'aquest segon matrimoni en nasqueren set fills:
- Joana Antonieta (1698-1726), casada amb el duc Joan Adolf II de Saxònia-Weissenfels.
- Caterina Cristina (1699-1743), casada amb Carles I de Hessen-Philippsthal (1682-1770).
- Anton Gustav (1700-1710)
- Carlota Guillemina (1703-1774)
- Joana Guillemina (1704-1705)
- Carles Guillem (1706-1706)
- Carles August (1707-1711)

El 28 de juliol de 1708, un any després de la mort de la seva segona dona, es va tornar a casar a Weissenfels amb la princesa Magdalena Sibil·la de Saxònia-Weissenfels (1673-1726), filla del duc Joan Adolf I de Saxònia-Weissenfels (1649-1697) i de Joana Magdalena de Saxònia Altenburg (1656-1686). Van tenir tres fills: 
- Joana Magdalena (1710-1711)
- Cristina Guillemina (1711-1740), casada amb el príncep Carles de Nassau-Usingen (1712-1775).
- Joan Guillem, nascut i mort el 1713.

I encara es va casar per quarta vegada al palau de Philippsruhe, el 29 de maig de 1727, amb Maria Cristina de Leiningen-Heidesheim (1692-1734).